# Diactis strumella
Diactis strumella är en mångfotingart som beskrevs av Shelley 1996. Diactis strumella ingår i släktet Diactis och familjen Schizopetalidae. Inga underarter finns listade i Catalogue of Life.